# 雪爺
雪爺（ゆきじじい）は、日本の妖怪の一種で、雪の妖怪。妖怪漫画家・水木しげるの著書などに記載がある。
雪の降り積もっている深い山の中に現れる老人の姿の妖怪。山に立ち入った人間を驚かせたり、迷子にしたりする。水木しげるはこれを、雪の妖怪として知られている雪女、雪入道と同種の妖怪としている。吹雪の山中で行き倒れになった人間の魂が転生したものとも、雪の神ともいわれている。
2008年2月には、お笑い芸人の柳原可奈子が公式ブログで公開した本人撮影の写真が、東京スポーツで心霊写真として紹介され、妖怪研究家・山口敏太郎が「雪爺かもしれない」とコメントしている。
実際には樹木などに雪の積もった様子を妖怪と見誤ったものとの説もあり、前述の写真についても柳原自身が後日、単に雪の上にあいた穴が目鼻のように見えた写真に過ぎず、妖怪ではないとの旨を語っている。